# (33712) 1999 LE19
1999 أل إي 19 (ويعرف أيضًا باسم (33712) 1999 أل إي 19 وفق تسمية الكوكب الصغير) (بالإنجليزية: 1999 LE19)‏ هو كويكب ضمن حزام الكويكبات؛ وترتيبه 33712 من حيث الاكتشاف.
اكتُشف هذا الجُرم الفلكي بواسطة Frank B. Zoltowski ‏ في 10 يونيو 1999.

## وصلات خارجية
- (33712) 1999 LE19 في قاعدة بيانات مختبر الدفع النفاث لأجرام النظام الشمسي الصغيرة

- الاكتشاف · مخطط المدار ·  العناصر المدارية · المعلمات المادية

- (33712) 1999 LE19 على موقع ويكي سكاي: DSS2, SDSS, GALEX, IRAS, Hydrogen α, X-Ray, Astrophoto, Sky Map, Articles and images